# Генріх Гейне
Крістіа́н Йо́ганн Ге́нріх Гéйне (нім. Christian Johann Heinrich Heine, Гайнріх Гайне; 13 грудня 1797, Дюссельдорф, Німеччина — 17 лютого 1856, Париж, Франція) — один із найбільш визначних німецьких поетів та журналістів XIX століття.
Був водночас і поетом романтики, і її запідкорювачем. Він зробив мову повсякдення придатною для поетичних творів, підніс жанр фейлетонів та подорожніх розповідей до рівня мистецтва, та надав німецькій мові, не притаманну їй до цього стилістичну легкість та елегантність. Гейне вважають останнім поетом «романтичної епохи» і одночасно її очільником. Будучи критиком, політичним журналістом, есеїстом, сатириком та полеміком, він був об'єктом захоплень та негативного ставлення. Гейне належить до німецькомовних поетів, твори яких перекладено на найбільшу кількість мов світу.

## Біографія
Народився в родині єврейського торговця Самсона Гейне й Бетті (Пейри) ван Гелдерн у місті Дюссельдорф на Рейні. Крім нього в сім'ї росли ще троє дітей — Шарлотта (1800—1899 рік), Густав (1803—1886) і Максиміліан (1804—1879). Початкове виховання Генріх отримав в місцевому католицькому ліцеї, де йому була прищеплена любов до пишності католицького богослужіння. Вихованням сина серйозно займалася мати Бетті. Освічена і мудра жінка, вона хотіла забезпечити Генріху гарну освіту.
Рейнська область була економічно розвиненішою, ніж інші. Тут уже 1805 року з приходом французьких військ були скасовані феодальні повинності й введене прогресивніше законодавство. Тож з раннього віку Гейне мав змогу бачити не лише феодальну відсталість країни, але й паростки нової Німеччини. З 1810 по 1814 рік Генріх навчався у Дюссельдорфському ліцеї, але залишив його, не отримавши атестат. За сімейною традицією він мав готуватися до вступу в комерційне училище. Наступний рік провів у конторі багатого банкіра у Франкфурті-на-Майні. У 1816 році Генріх продовжив заняття комерцією у Гамбурзі у торговій фірмі дядька — мільйонера Соломона Гейне. Як справжній педагог, він дав Генріху можливість розкрити свій творчий хист і поставив племінника на чолі маленької компанії. Але Генріх «успішно» провалив справу менше, ніж за півроку. Тоді дядько призначив його вести бухгалтерські рахунки, але Генріх все більше захоплювався лірикою. Посварившись з дядьком, Генріх знову повернувся додому.
За три роки, проведені у Соломона, він закохався у свою кузину Амалію, доньку дядька Соломона. Любов залишилася без відповіді, і всі переживання Генріха були відображені в його віршах — особливо добре це видно в «Книзі пісень».
Перший літературний виступ Гейне відбувся 1817 року, коли в журналі «Гамбурзький страж» було надруковано його перші вірші. Юнацька лірика Гейне була відгуком на перше нерозділене кохання до кузини Амалії.
На кошти дядька юнак вступив до Боннського університету (1819 рік), звідки потім переїхав до Геттінгензького університету (1820 рік), але змушений був полишити його через дуель. Він вивчав юридичні науки, філософію, літературу. У 1821 році вступив у Берлінський університет, де слухав лекції філософа Гегеля, одного з найосвіченіших людей свого часу. Пізніше Гейне виступив з глибоким аналізом німецьких філософських систем. У грудні 1824 року Генріх повертається до Геттінгензького університету. У цьому ж році його приймають у будинку Гете у Веймарі. У 1825 році Гейне захистив у Геттінгензькому університеті дисертацію на науковий ступінь доктора права, а напередодні прийняв лютеранство. Потім він багато подорожував, відвідуючи Англію, Італію. Враження від цих поїздок відбились у його дорожніх нарисах. Під час літнього відпочинку Гейне прочитав у газетах про Липневу революцію. Це підштовхнуло його до рішення поїхати до Франції.
Гейне прибув до Парижа 14 травня 1831 року. Все подальше життя пройшло в столиці Франції. До Німеччини він боявся повертатися, адже йому загрожував арешт за гострі політичні твори. Упродовж життя Гейне побував у Німеччині два рази, щоб навідати матір і влаштувати справи з видавцем (1844 рік). Надалі поїздки до Німеччини були неможливими за станом здоров'я: у поета був параліч нижніх кінцівок через прогресуючий туберкульоз хребта, який призвів до пошкодження спинного мозку. У травні 1848 року він востаннє вийшов з дому, щоб відвідати Лувр. Решту років він був прикутий до ліжка. Проживаючи в Парижі, Генріх Гейне зустрічався з багатьма видатними людьми: Оноре де Бальзаком, Жорж Санд, Гансом Крістіаном Андерсеном, Ріхардом Вагнером, Фердинандом Лассалем і Карлом Марксом.

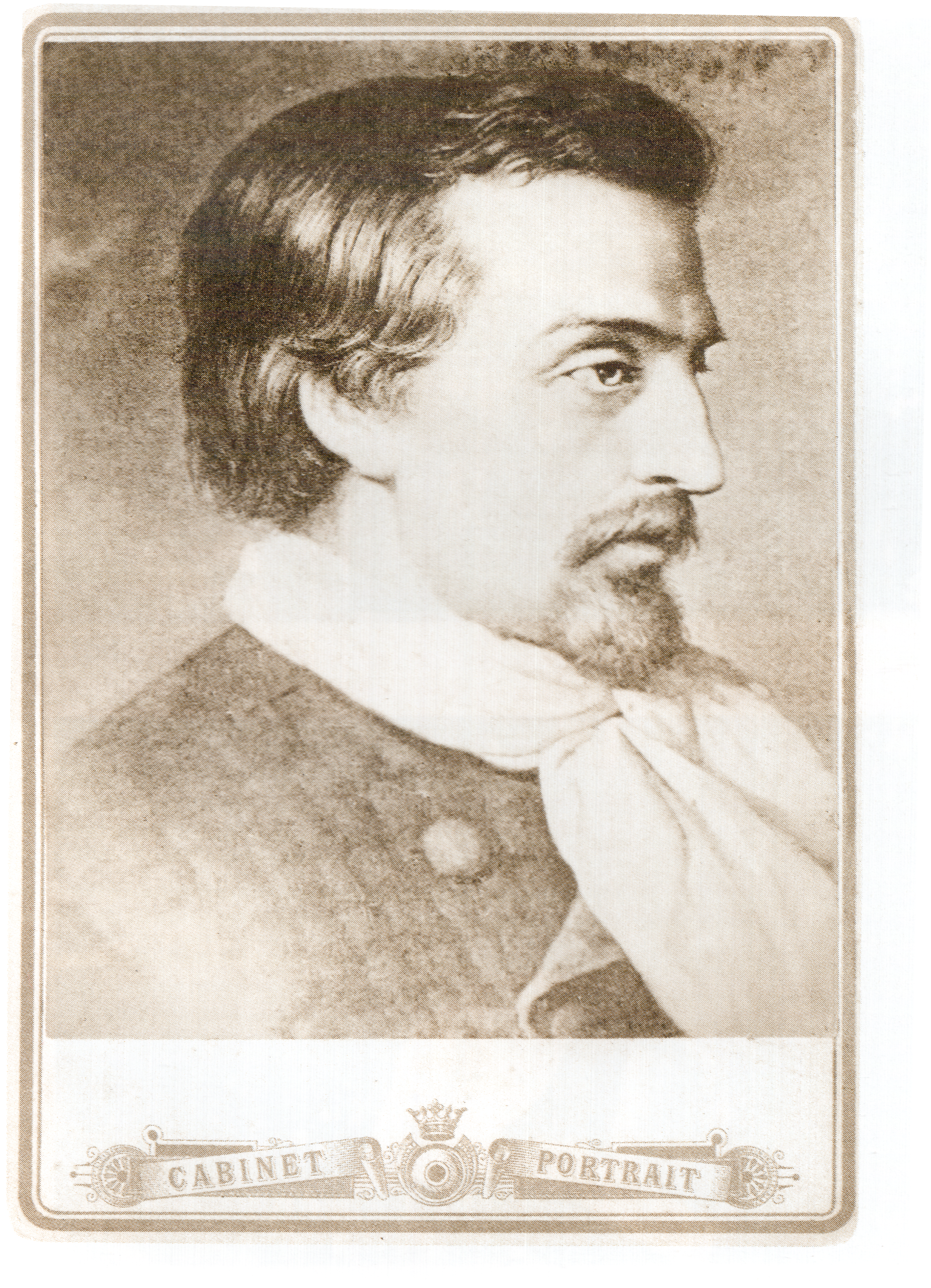
Цей портрет Гейне знаходився на робочому столі Лесі Українки

## Творчість

### Книга пісень
Ліричні вірші раннього періоду творчості Гейне склали цілу книгу «Книга пісень» (1827 рік). Ця поетична збірка принесла йому визнання у Німеччині, а згодом, в інших країнах Європи. За життя автора її видавали 13 разів; багато віршів було покладено на музику Робертом Шуманом, Францом Шубертом, Йоганнесом Брамсом, Петром Чайковським, Ріхардом Штраусом, Едвардом Грігом тощо. Історія переживань ліричного героя образно передає світосприйняття молодого поета, який перебуває у глибокому розладі з оточенням. Зміст перших циклів «Книги пісень» не вичерпується нещасливим коханням поета до багатої гамбурзької родички. Тема нерозділеного кохання у «Книзі пісень» слугує лише поетичним вираженням трагічної самотності героя у світі. Ці настрої посилює романтичний образ самотнього кедра, ялиці чи сосни, відомий також за перекладами Михайла Старицького, Івана Франка чи Лесі Українки. Якщо перші цикли «Книги пісень» написані за традицією німецької романтичної лірики, то згодом своєрідність поетичного таланту Гейне постала з усією яскравістю. Він умів химерно поєднувати романтичні сни з точністю і ясністю реалістичної деталі. Він майстерно користувався іронією як засобом викриття незбутніх ілюзій, вигадок, але знову й знову сам повертається до романтичних образів. Значний вплив на поетичну творчість Гейне справила німецька народна пісня, на зразках якої він учився майстерності безпосереднього, щирого зображення почуттів.
Гейне почав писати в той час, коли в Німеччині лірична поезія переживала розквіт. Епоха романтизму зробила лірику традиційним жанром німецької літератури. Його поезія стала вищим досягненням німецького романтизму. Гейне відкидав застарілі поетичні умовності, говорячи про свої почуття без риторики й поетики, а іноді дозволяв собі навіть іронізувати над пристрастю своїх почуттів. Простота, природність, імпровізаційність його поезії підкорили тодішнього читача. Гейне сприяв «спрощенню» лірики, з космічних висот і неозорої далечіні він переніс поезію у бюргерську вітальню, але від цього вона не перестала бути щирою і значною. Без любові немає щастя, без щастя неможливе життя — це кредо ліричного героя «Книги пісень» Гейне. Ліричні вірші насичені ознаками повсякденності, котрі змушують повірити у щирість почуттів. Крізь ліричну схвильованість постійно проривається іронічна інтонація. Герой «Книги пісень», яким би не був щасливим, завжди пам'ятає, що це лише мить, а не одвічне блаженство. Він знаходить у собі нові сили посміхнутися навіть коли його почуття не поділяють, жити далі й знову кохати. Завдяки іронії Гейне піднімався над своїм ліричним героєм, автор завжди мудріший, аніж той, про кого він пише. Назвою «Книги пісень» Гейне визначив жанр і традицію своєї лірики: поет у першій своїй книзі наслідував традиції німецького фольклору. Він узяв деякі теми й мотиви з усної народної творчості, форма багатьох його віршів близька до пісні. Подібно до німецької пісні вірші Гейне часто схожі на ліричний монолог, а явища природи й почуття героя утворюють паралель. Жанрова своєрідність пісні зумовила вільну і поетичну форму, чим автор і керувався. Разом з тим у «Книгу пісень» увійшло багато віршів, написаних у строгих канонічних жанрах сонета, балади, романсу. Молодий Гейне намагався використати свій поетичний хист у різних жанрах, котрі варіювали зміни настрою ліричного героя.

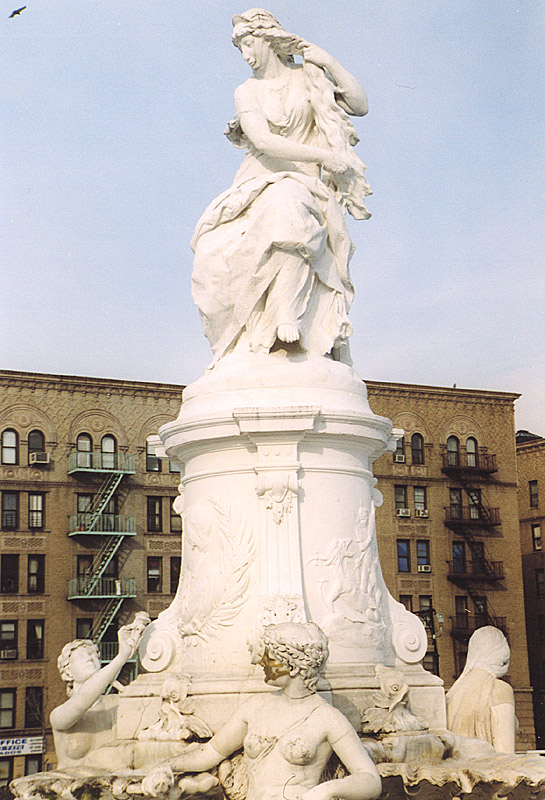
Статуя Лорелей у Бронксі, Нью-Йорк

«Книга пісень» складається з чотирьох розділів. Перший розділ, «Юнацькі страждання», є найбільш романтичним. Перед нами — переживання і муки нерозділеної любові. Ліричний герой впадає у відчай. Він сприймає свою трагедію як найбільшу у світі. Життя і смерть борються в його свідомості. Другий розділ, «Ліричне інтермецо», зображує страждання як одвічну, але завжди нову історію. Тому це примиряє страждальця з життям, тугу змінює світла печаль. До цього циклу належать вірші про сосну, пальму, відомі у перекладі М. Ю. Лермонтова, хоча у віршах Гейне «сосна» — чоловічого роду, а «пальма» — жіночого роду, і тематика має глибшу любовну спрямованість. У третьому розділі, «Повернення на батьківщину», любовні страждання юності вже сприймаються на часовій відстані, наводячи на думку переосмислення всього, що сталося. Гейне використовує мотив мандрів, де розчарований ліричний герой полишає рідні місця і тепер, повернувшись, дивиться на все просвітленим поглядом. Юнацькі страждання тепер дорогі для нього лише як спогади. У цей цикл входить знаменитий вірш, присвячений рейнській красуні Лореляй. Це давня народна легенда про загиблу нещасну красуню, котра випливає на узбережжя і заворожує всіх, хто плине Рейном поблизу високої скелі, і це призводить до трагедії. Саме Гейне зробив цей сюжет дуже популярним, і його вірш стан народною піснею. Лорелей втілює згубну силу любові, якою вона наділена мимоволі, адже любов — це складне, загадкове почуття, яке дуже важко збагнути. В останньому розділі — «Північному морі» — домінує аналітичне начало. Ліричний герой, який пережив розчарування, втрати, прагне тепер жити одним життям з природою, відчути себе малою, але необхідною часткою всесвіту. Йому здаються тепер марнотою пусті хвилювання, він позбувся романтичних мрій та ілюзій. Символічним, у цьому плані є вірш «Корабельна аварія».

### Публіцистика
У 1830-ті роки почалась бурхлива публіцистична діяльність Гейне. Він опублікував серію статей, у яких знайомив німецького читача з Францією часів Липневої монархії. Коли восени Гейне здійснив поїздку до Німеччини, він відчув, як змінився за ці роки: набув великого суспільного досвіду, оволодів передовими ідеями свого часу. Після повернення поета з Німеччини у грудні 1843 року він зустрівся з молодим політичним мислителем Карлом Марксом. Між ними встановились тісні дружні стосунки. Важливу роль відіграло знайомство з ученням утопічних соціалістів, особливо Сен-Сімона. Ідеї Сен-Сімона знайшли відображення у першому розділі його нової поеми «Німеччина. Зимова казка» (1844 рік). Сюжетом її послужила мандрівка письменника Німеччиною. У ній прихований гострий політичний конфлікт. Образ батьківщини Гейне змалював у чіткому часовому й просторовому вимірі. Простір поеми — це територія Німеччини, кожен новий розділ — це нове місце, водночас реальне й умовне. У центрі авторської уваги — сучасність, хоча він іноді звертається до наполеонівської епохи або до давнини, котра стала вже міфами та легендами.
Повстання ткачів влітку 1844 року сколихнуло всю Німеччину. Ця подія знайшла відображення у творчості багатьох поетів і художників, які прагнули викликати співчуття до тяжкої долі ткачів. Гейне відгукнувся на цю подію віршем «Сілезькі ткачі» (1844 рік).

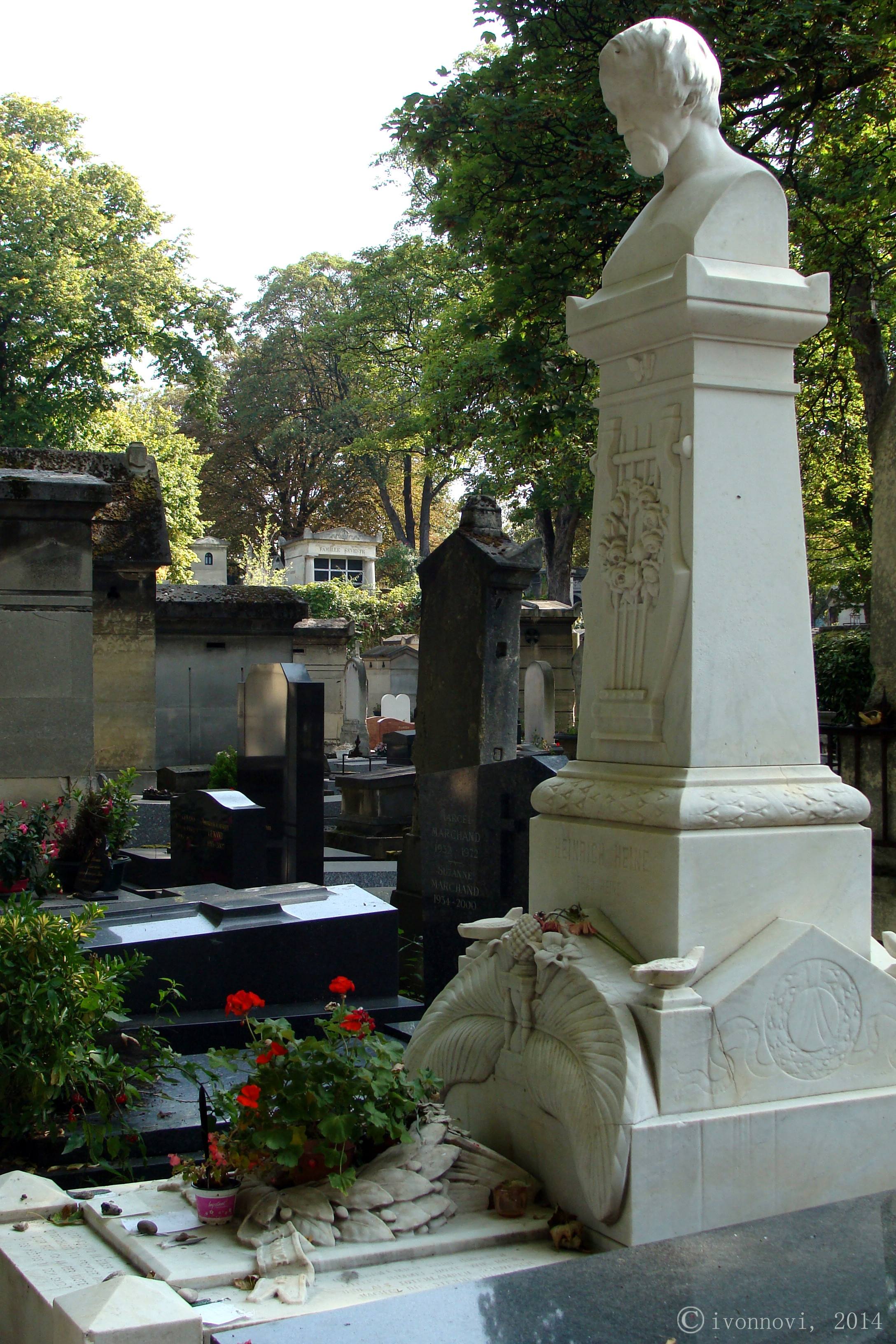
Могила Гейне на Цвинтар Монмартр.

В останнє десятиріччя життя поет був прикутий до ліжка, ці вісім років він називав «матрацною могилою». Події в Німеччині глибоко хвилювали поета. Він звинуватив боягузливу німецьку буржуазію, її зрадницьку поведінку під час революції. Тяжкі роздуми викликала поразка революційних сил Німеччини та Угорщини («У жовтні», 1849 рік). Збірка «Романцеро» (1851 рік) показала настрій гіркоти, його погляд на хід історії став песимістичним. Через те, що останні 8 років життя Генріх хворів на прогресуючий туберкульоз хребта, 17 лютого 1856 року він помер. «Писати», «папір», «олівець» — були його останніми словами. Генріха Гейне поховали на пагорбі Монмартр у Парижі. Його могила завжди покрита квітами і часто буває розписана неофашистськими гаслами.

## Вшанування пам'яті

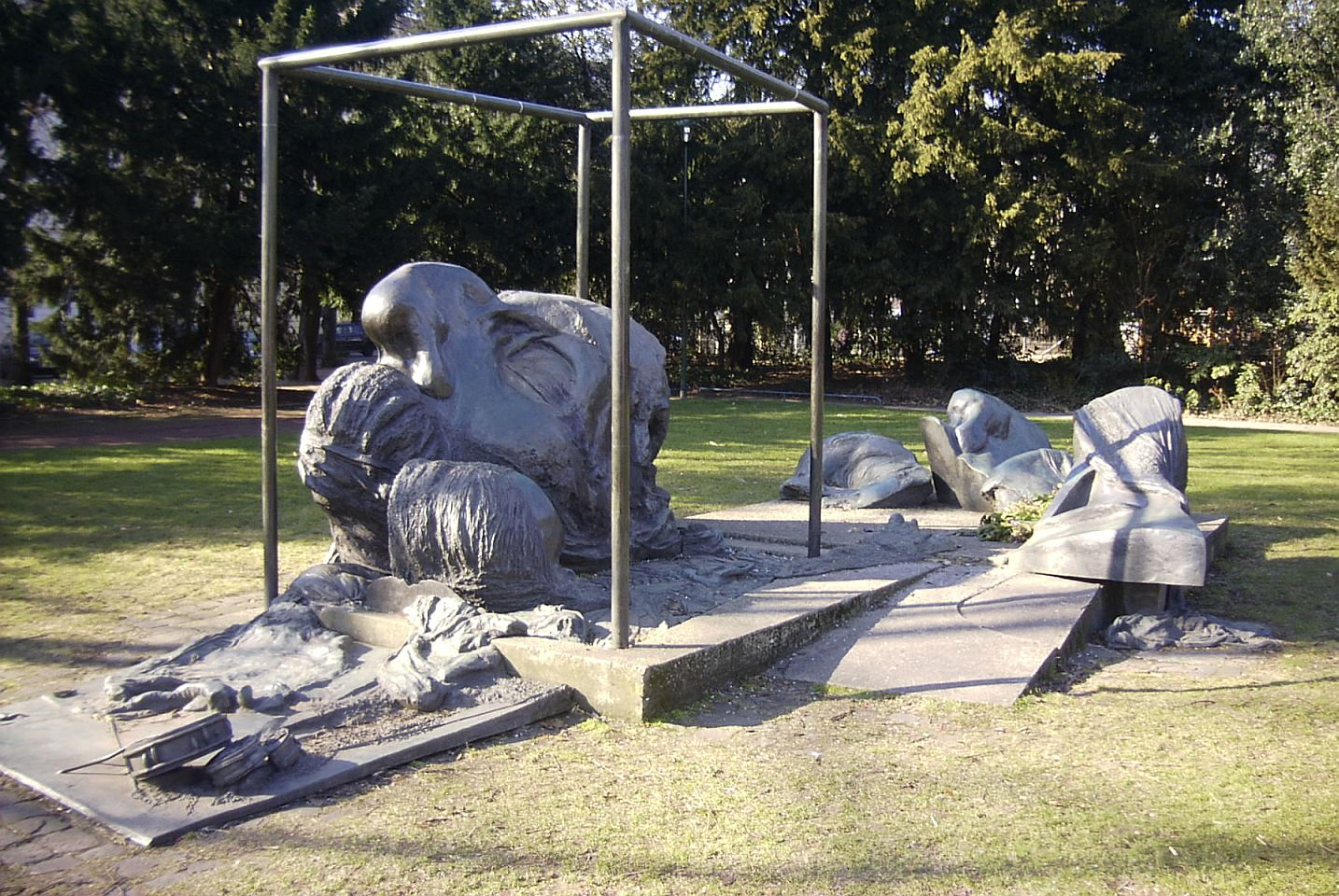
Пам'ятник Гейне в рідному Дюсельдорфі

Генріха Гейне ставлять в один ряд з Фрідріхом Шиллером, Йоганом Гете і Готгольдом Лессінгом. На вірші Гейне писали музику багато композиторів, у тому числі Шуберт і Шуман.
У роки нацистського правління в Німеччині Гейне заборонили і всі його пам'ятники були зруйновані. Серед книг, які нацисти публічно спалювали в 1933 році, були і роботи Гейне. Ці вогнища підтвердили його пророцтво:

«Там, де спалюють книги, в кінці спалюють і людей.»

Пам'ятник Гейне встановлено в Парижі. Статуя його літературній героїні Лорелай стоїть у Бронксі, Нью-Йорк. Після Другої світової війни у багатьох містах Німеччини знову почали з'являтися пам'ятники її знаменитому поетові, в тому числі в його рідному Дюсельдорфі та на Унтер-ден-Лінден в Берліні.
Дюссельдорфський університет носить ім'я Генріха Гейне. На честь поета засновані дві літературні премії: у 1956 році Міністерством культури НДР «Генріх Гейне» і в 1972 році премія в його рідному місті Дюссельдорфі.
На честь Г. Гейне назвали астероїд (7109) Heine, відкритий астрономом Людмилою Карачкіною у Кримській астрофізичній обсерваторії 1 вересня 1983 року.

## Основні твори

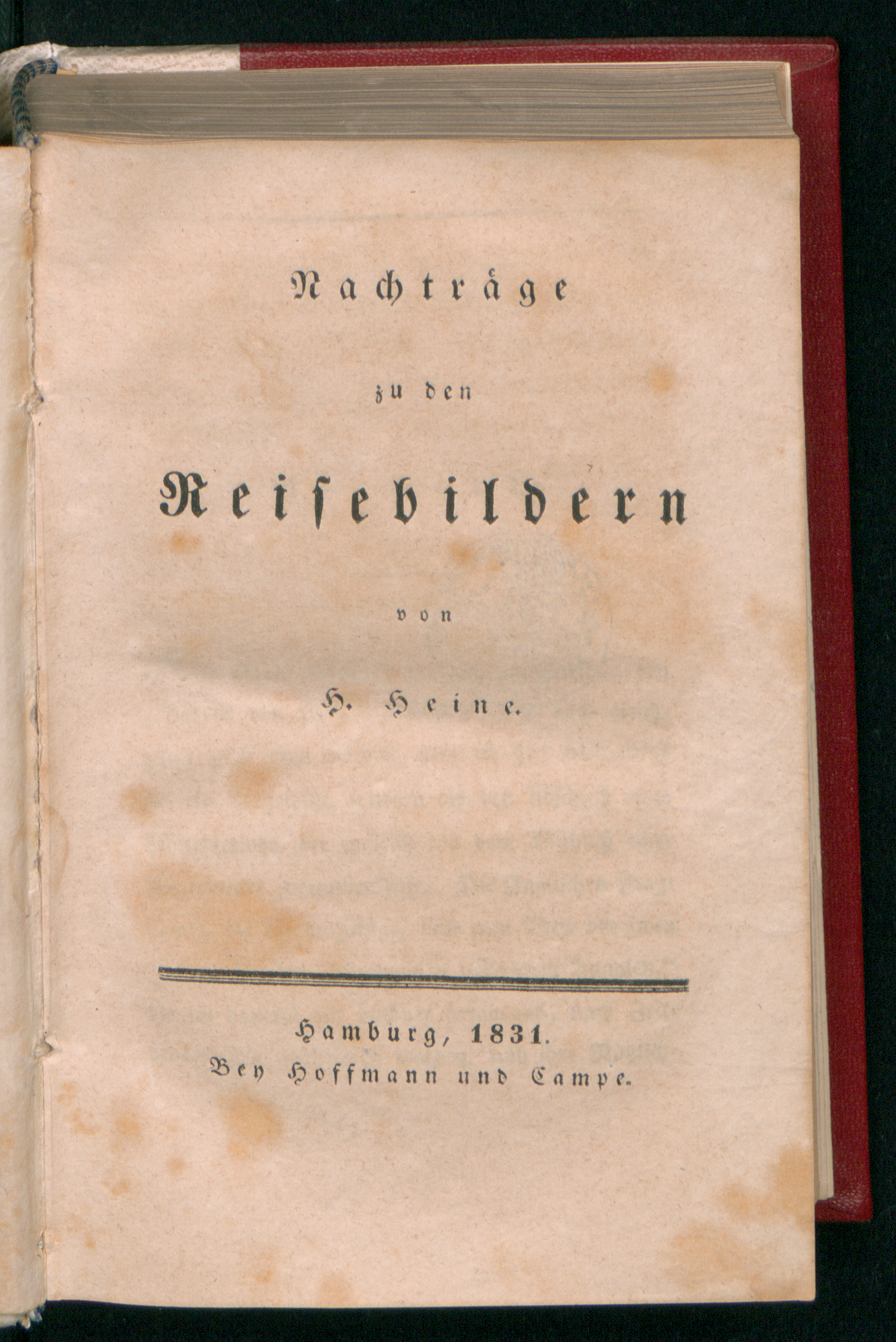
Reisebilder, 1831

- «Книга пісень» (1827)
- «Подорожні картини»
- «Німеччина. Зимова казка» (1844)
- «Сілезькі ткачі» (1844)
- збірка «Романцеро». (1851)